# 中國香港武術聯會
中國香港武術聯會（英語：Hong Kong, China Wushu Union），原名香港武術聯會（英語：Hong Kong Wushu Union），是專門管轄香港武術運動事務。該組織成立於1987年。現時，中國香港武術聯會是國際武術聯合會和亞州武術聯合會的成員，但鮮有舉辦比賽。

## 資料來源
1. ↑  .   [2013-12-18]. （原始内容存档于2020-07-30）.

## 外部連結
- 官方网站 （页面存档备份，存于）